# Hrabstwo Portage (Wisconsin)
Hrabstwo Portage – hrabstwo położone w USA w stanie Wisconsin. Jego stolicą jest Stevens Point.
W 2000 roku populacja wynosiła 67 182 osób. Hrabstwo ma powierzchnię 2131 km².

## Miasta
- Alban
- Almond
- Amherst
- Belmont
- Buena Vista
- Carson
- Dewey
- Eau Pleine
- Grant
- Hull
- Lanark
- Linwood
- New Hope
- Pine Grove
- Plover
- Sharon
- Stockton
- Stevens Point

## Wioski
- Almond
- Amherst
- Amherst Junction
- Junction City
- Nelsonville
- Park Ridge
- Plover
- Rosholt
- Whiting

## CDP
- Bancroft
- Polonia